# Paper de tornassol

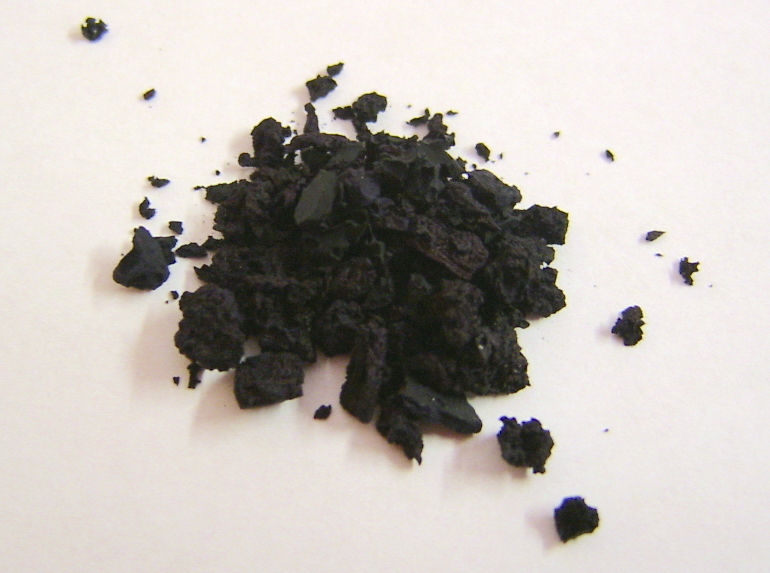
Tornassol en pols.

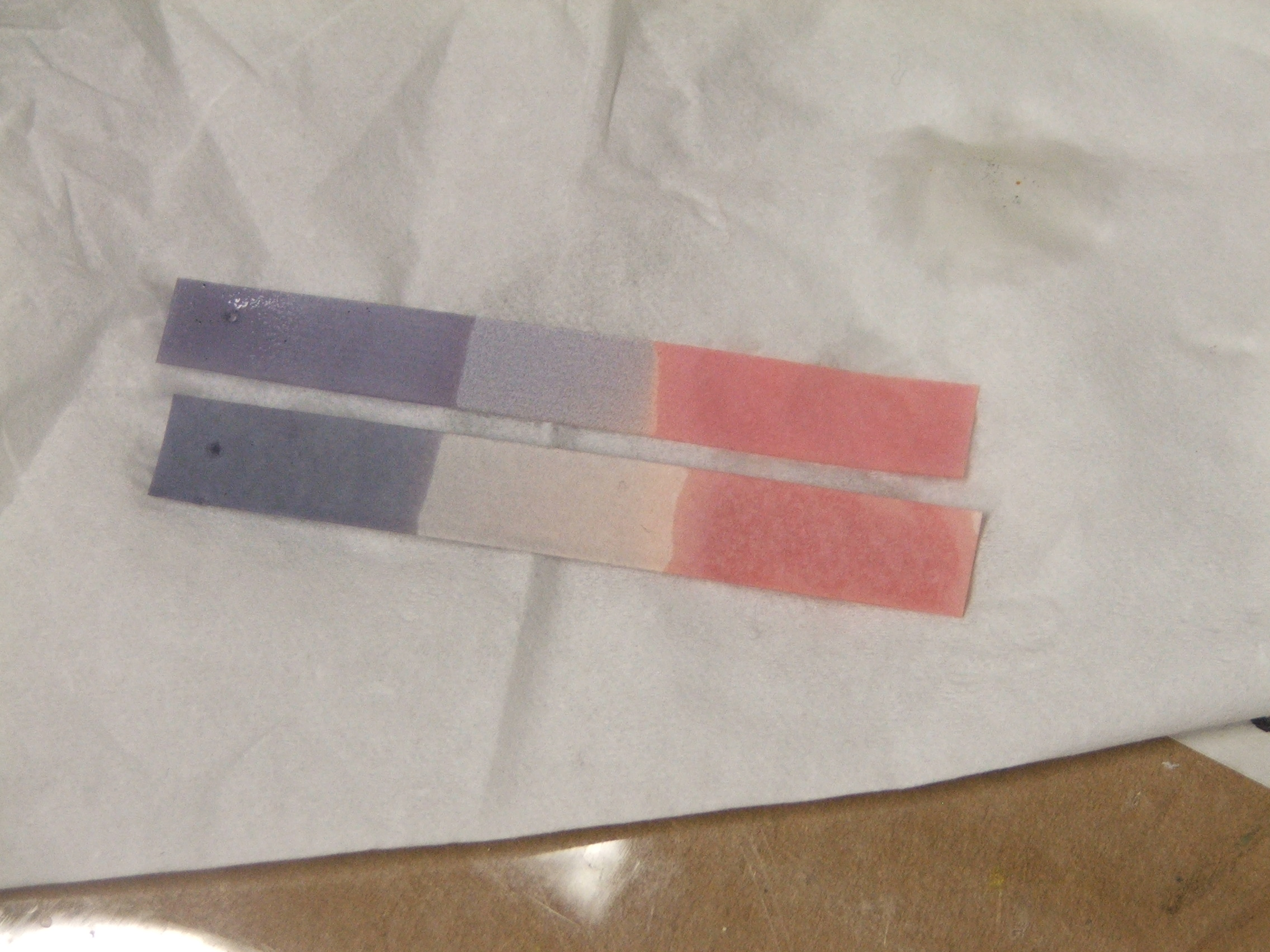
paper de tornassol usat

El paper de tornassol és un dels indicadors de pH més coneguts. Es presenta normalment en una solució o tintura violada, es torna de color roig-taronja en contacte amb compostos àcids, per sota d'un índex de pH de 4,5 i s'enfosqueig només lleugerament amb substàncies alcalines (per sobre d'un pH de 8,5), raó per la qual de vegades es fa servir tornassol al qual se li ha afegit àcid clorhídric per identificar bases químiques. El seu ús ha davallat en els darrers anys pel perfeccionament de l'indicador universal i de la fenolftaleïna.
L'ús de les substàncies i papers indicadors de l'acidesa o de l'alcalinitat ha disminuit dràsticament degut a l'aparició dels aparells medidors del pH, és a dir dels pH-metre.
A més de per comprovar el pH, el tornassol es fa servir molt en pintura i forma part de la mescla d'indicadors universals donant més diferència de color entre solucions neutres i àcides.

## Obtenció
El tornassol es troba en diverses espècies de líquens.
Tradicionalment s'obtenia de l'espècie Roccella tinctoria (endàmica d'Amèrica del Sud, Roccella fuciformis (Angola i Madagascar), Roccella pygmaea (Algèria), Roccella phycopsis, Lecanora tartarea (Noruega i Suècia), Variolaria dealbata, Ochrolechia parella . Les fonts principals actuals són Roccella montagnei (Moçambic) i Dendrographa leucophoea (Califòrnia).

## Presentació
El tornassol es presenta normalment en forma d'una solució (anomenada tintura) molt concentrada. En rares ocasions es fa servir pur, en forma de pols violada i molt colorant, o en tires indicadores. Per la poca diferència de color entre tornassol neutre i tornassol en contacte amb una base química, es pot trobar amb un afegit de l'1% dàcid clorhídric o àcid sulfúric diluïts. En aquest cas el seu color és vermell i s'enfosqueix ràpidament a viola amb un líquid bàsic.

## Paper de Tornassol en les arts
«Paper de Tornassol» va ser el nom d'una banda de rock català, creat per Jordi  Freixa i Querol i dissolta el 1985 que va conèixer un renaixement el 2014 a Tarragona.